# Helmuth Nyborg
Helmuth Nyborg Sørensen (født 5. januar 1937) er tidligere dansk professor i udviklingspsykologi ved Aarhus Universitet og OL-bronzevinder. Han forskede især i sammenhængen mellem hormoner og intelligens og har bl.a. arbejdet med at øge intelligensen hos piger med Turners syndrom ved at give dem østrogen-tilskud.
Nyborg er en kontroversiel figur i offentligheden, da han forsvarer videnskabelige teorier om arvelighed af intelligens og at der er en sammenhæng mellem køn og intelligens.

## Forskning
Nyborg hævder, at der eksisterer en generel intelligens, kaldet g, og at denne er 60-80% arvelig. Han hævder også, at der er forskelle mellem menneskeracer i generel intelligens.

## Kontroverser
Nyborgs arbejdsområde om race- og køns-forskelle i intelligensen fører ofte til voldsomme diskussioner, ikke bare i Danmark men også internationalt. Nyborg har oplevet at hans forskning ikke blot er diskuteret blandt videnskabsfolk, men også endevendt i medierne. Der er to sager der har skilt sig ud og været genstand for undersøgelser i Udvalgene vedrørende Videnskabelig Uredelighed (UVVU).

### Sag om kønsforskelle i intelligens
Baseret på egen og andres forskning hævdede Nyborg i januar 2002, at mænds generelle intelligens er 27 procent (derefter rettet til ca. 5 IQ-point, som blev gentaget i 2003) højere end kvinders, uden at ville dokumentere det, hvilket udløste et ramaskrig.
Blandt andet kaldte Politiken i en leder i 2004 under overskriften "G for galskab" Nyborgs påstand for et "skandaløst angreb på kvinder".
Oprindeligt cirkulerede tallet 27% i medierne, men det skyldtes ifølge Helmuth Nyborg en journalists misforståelse af en korrelationskoefficient på 0,27.[kilde mangler]
Studiet blev udgivet i et videnskabeligt tidsskrift i 2005, hvor der i resuméet angives 3.8 point.
I 2006 blev denne forskning kritiseret for at være mangelfuld og fejlbehæftet omend ikke beviseligt uredelig af et udvalg nedsat af Aarhus Universitet bestående af tre professorer statistikeren Jens Ledet Jensen fra Aarhus Universitet, Niels Keiding fra Københavns Universitet og Jan-Eric Gustafsson fra Göteborg Universitet.
Nyborg blev derefter af dekanen fritaget fra tjeneste fra Aarhus Universitet, hvilket medførte, at en række internationale forskere og professorer skrev til dekan Svend Hylleberg for at protestere mod fritstillelsen af Nyborg.
Desuden offentliggjorde otte professorkollegaer fra Psykologisk Institut på Aarhus Universitet et kritisk brev, der var sendt til dekanen i protest mod Nyborgs behandling.
I september 2006 bestemte rektoren for Aarhus Universitet, Lauritz B. Holm-Nielsen at tildele Nyborg "en alvorlig irettesættelse" samtidig med at han ophævede Nyborg's fritagelse for tjeneste.
I juli 2007 fandt UVVU, at der ikke var grundlag for at betegne Nyborgs videnskabelige arbejde som uredeligt.

### Sag omThe Decay of Western Civilization
På baggrund af Helmuth Nyborgs artikel "The Decay of Western Civilization: Double Relaxed Darwinian Selection",
der blev bragt i det britiske tidsskrift "Personality and Individual Differences" i april 2011, blev Helmuth Nyborg nok engang indklaget for UVVU. Denne gang af professor emeritus Jens Mammen ved Aarhus Universitet, lektor Morten Kjeldgaard samme sted og undervisningsadjunkt Jens Kvorning ved Aalborg Universitet. Nyborg skulle således have publiceret sin konsulent, medstifter af Den Danske Forening,
Jørn Ebbe Vigs metode, af data og resultater, uden at gøre Vig til medforfatter på artiklen, hvilket man er forpligtet til ifølge UVVUs vejledning om god videnskabelig praksis.
Samtidigt betegnede Danmarks Statistik dataene og resultaterne, der var benyttet af Helmuth Nyborg, som manipulation: Anita Lange, Danmarks Statistik: "Hvis man laver antagelser, som bygger på, at indvandrere får børn i samme takt i Danmark, som i de lande, de kommer fra, så er der noget, der er helt galt" [med dataene].
I forbindelse med omtale af sagen i Information udtalte lektor i genetik og udviklingsbiologi Ernst-Martin Füchtbauer fra Aarhus Universitet: "den måde, Helmuth Nyborg beskæftiger sig med arvehygiejne på, er naturvidenskabeligt set noget pjat. Der er allerede stor viden inden for populationsgenetik og genhyppigheder med videre, men Helmuth Nyborgs tilgang har intet med videnskab og slet ikke human genetik at gøre." Benny Lautrup, professor emeritus i teoretisk fysik ved Niels Bohr Instituttet, udtalte i samme forbindelse: "Spørgsmålet om IQ-forskelle er naturligvis et relevant spørgsmål. Jeg synes, det er fuldt legitimt at spørge til IQ-forskelle både geografisk, mellem køn og mellem racer, selvom nogen finder det frastødende."
I 2013 afgjorde UVVU sagen.
Udvalget fandt at Nyborgs metodevalg faldt "indenfor forfatteres råderum" og det kunne heller ikke finde tilstrækkeligt grundlag til at konkludere at Nyborg var skyld i plagiering.
UVVU mente heller ikke at Nyborg havde "havde handlet videnskabeligt uredeligt ved at undlade at inddrage data fra andre kilder, som kunne modsige eller svække Indklagedes konklusioner i artiklen."
Derimod fandt UVVU at Nyborg var skyld i videnskabelig uredelighed ved at give "vildledende reference til data" og ved "uretmæssig angivelse af forfatterrolle". Et mindretal på to medlemmer i udvalget fandt ikke at udeladelsen af Jørn Ebbe Vig som forfatter var et alvorligt brud på god videnskabelig praksis.
Med hensyn til den vildledende reference var der tale om en kildehenvisningen til FN-data.
Efter at UVVU vurderede arbejdet som videnskabeligt uredeligt klagede Nyborg til Folketingets Ombudsmand, der bad UVVU om at genoptage sagen, hvilket UVVU afviste.
Tidsskriftet Personality and Individual Differences nedsatte selv en komite til at undersøge anklagerne fra UVVU, og komiteen frifandt i 2014 Nyborg for anklagerne om fusk og manipulation, og fandt ingen ikke grund til at trække artiklen tilbage. Herefter meddelte Nyborg i begyndelsen af 2015, at han havde stævnet UVVU, idet han ikke kunne acceptere organets kriterier for, hvad der er uredeligt. "De opfinder nye standarder og bruger dem retroaktivt, og det virker utrygt", sagde han. Nyborg anerkendte, at der var mindre fejl i artiklen, men påpegede, at fejlene ikke havde betydning for konklusionen.
Vestre Landsret underkendte i marts 2016 UVVU's afgørelse, idet man ikke fandt, at Nyborg havde været videnskabeligt uredelig.
En uvildig komite, bestående af fire forskere, nedsat af forlaget Elsevier, nåede i foråret 2015 til den konklusion, at der videnskabeligt ikke var noget at udsætte på Nyborgs artikel "The Decay of Western Civilization: Double Relaxed Darwinian Selection".

## Eugenik og dysgenetik
Nyborg hævder også, at mødre med lav IQ får børn tidligere og i større antal end andre kvinder, og dette bliver generelt fundet i forskningen, både indenfor lande og på tværs af lande. Det ville i så fald medføre, at personer med lav IQ efterhånden kommer til at udgøre en stadigt større del af befolkningen. Han foreslår, at man kan undgå dette ved frivillige eller ufrivillige ordninger, der tilskynder kvinder med lav IQ til at få færre børn end nu, eller kvinder med høj IQ til at få flere børn end nu. Disse udmeldinger har ledt til massiv kritik for at støtte eugenik, også tidligere kaldet "arvehygiejne".
Helmuth Nyborg har lavet beregninger over 5 generationer for at vurdere en hævdet, tænkelig nedadgående tendens. Den mest udbredte opfattelse er dog at den målte IQ er steget igennem de sidste generationer – den såkaldte Flynn-effekt

## Politik
Helmuth Nyborg stillede i 2019 op til folketingsvalget 2019 for partiet Stram Kurs. Partiet fik ikke de tilstrækkelige 2% af stemmerne til at opnå repræsentation i Folketinget, og Nyborg blev således ikke valgt. I forbindelse med valgkampen udtalte han til TV 2 at han ønskede at bruge valgkampen til at oplyse om sin forskning, men at han ikke ønskede at blive valgt. Politisk kommentator Søs Marie Serup kommenterede i den forbindelse "at stille op uden at ville vælges er et udtryk for en bekymrende lav grad af respekt for, hvad det vil sige at sidde i Folketinget."

## Sportskarriere
I sin ungdom var Nyborg en dygtig kajakroer, der blandt andet deltog for Danmark ved sommer-OL 1960 i Rom og sammen med Erik Hansen, Arne Høyer og Erling Jessen vandt bronze i 4 × 500 meter.